# Centralne Muzeum Gleboznawstwa im. W. W. Dokuczajewa
Centralne Muzeum Gleboznawstwa im. W. W. Dokuczajewa – najstarsze na świecie muzeum o tematyce gleboznawczej znajdujące się w Sankt Petersburgu w Rosji.
Patronem muzeum jest Wasilij Dokuczajew, prominentny rosyjski naukowiec, który dał podwaliny pod współcześnie rozumiane gleboznawstwo, jako niezależną gałąź nauk przyrodniczych. Jako jeden z pierwszych opisywał glebę jako wytwór pięciu czynników glebotwórczych, kładąc duży nacisk na wpływ klimatu.
O potrzebie powołania muzeum, jako instytucji zajmującej się zbieraniem oraz propagowaniem informacji o glebach Rosji W. Dokuczajew przekonywał przez długie lata swojej działalności. W 1890 r. Wolne Towarzystwo Ekonomiczne przyjęło rezolucję w sprawię organizacji muzeum, która zostaje jednak realizowana dopiero po interwencji Pawla Ototsky'ego, ucznia i współpracownika W. Dokuczajewa w 1902 r. Muzeum, w którego zbiorach znalazły się głównie zbiory zebrane przez W. Dokuczajewa zostało oficjalnie otwarte w 1904 r. Pierwszym dyrektorem został P. V. Ototsky.
Główną ideą ekspozycji jest ukazanie różnorodności gleb na świecie oraz pokazanie procesu powstawania gleb i wzajemnych relacji gleb z innymi elementami ekosystemów. Najważniejszą kolekcją muzeum jest ok. 330 monolitów glebowych z całej Ziemi. Została ona zapoczątkowana przez prywatne zbiory W. Dokuczajewa przekazane muzeum.